# 고규선
고규선(高珪宣, ?~?)은 발해의 관료이다.

## 생애
776년 12월, 187명으로 구성된 9차 발해사 일원으로 일본의 고닌 천황 즉위를 축하고 발해 문왕 비의 상(喪)을 알리기 위해 파견되었다. 당시 발해의 소녹사로 파견된 그는  일본으로부터 종오위하(從五位下)에 제수되었다.

## 참고 자료
유, 득공 (1784). 《발해고》. 신고(臣考).